# Closteroviridae
Closteroviridae es una familia de virus que infectan plantas. Contienen un genoma ARN monocatenario positivo y por lo tanto se incluyen en el Grupo IV de la Clasificación de Baltimore. La familia incluye cuatro géneros.

## Géneros
Se han descrito los siguientes géneros:
- Género Closterovirus
- Género Crinivirus
- Género Ampelovirus
- Género Velavirus

## Descripción
Los virus de la familia Closteroviridae tienen una cápside filamentosa helicoidal (en forma de hilo retorcido) con una longitud variable de aproximadamente 650 nm a más de 2200 nm y un diámetro de 10-13 nm. El genoma viral es monocatenario de polaridad positiva, con una longitud de alrededor de 13 a 19 kilobases, con diferentes segmentación del genoma. El genoma está empaquetado en una cápside compuesta por la proteína de la cápside principal llamada MCP y ambos lados de la proteína de la cápside menor están cubiertos.
El genoma de los Closteroviridae es uno de los genomas de ARN más grandes entre los virus de plantas. Es lineal y con secuencias codificantes, así como secciones parcialmente no virales (por ejemplo, proteasas y HSP70), que pueden integrarse de manera flexible mediante recombinación del ARN. Algunas especies forman pequeñas partículas subvirales que contienen solo partes del genoma o ARN viral subgenómico. El genoma contiene dos ORF. La replicación viral se produce en el citoplasma.